# Galictis cuja
Galictis cuja (гризон малий) — хижий ссавець родини Мустелових (Mustelidae).

## Поширення
Країни поширення: Аргентина, Болівія, Бразилія, Чилі, Парагвай, Перу. Займають широкий спектр середовищ існування. Їх можна знайти в екстремально посушливому Чако, в середовищі з великим рослинним покривом, поблизу відкритої води, у листопадних і вічнозелених лісах, саванах і гірських районах до 4200 метрів. Цей вид також може бути знайдений в сільськогосподарських районах в пампасах. 

## Морфологія
Морфометрія. Голова і тіло довжиною 280—508 мм, хвіст завдовжки 120—193 мм, а вага 1.0—2.5 кг. 
Опис. Тварина має довге тіло з міцними ногами. Обличчя чорне, чорний колір поширюється до грудей і підчеревця. Боки і низ, в тому числі ноги, різко контрастують з кольором спини. Колір спини жовто-сірий або коричневий. Біла смуга простягається на лобі і з боків шиї, виокремлюючи чорне лице. 

## Поведінка
Гризони є одними з більш соціальних видів мустелових. Хоча вони поодинокі мисливці, їх спостерігали групами по 2 і більше особин. У неволі гризонів утримували групами або парами в одному вольєрі. Дикі гризуни також були помічені, як рухалися разом групами, що складалися з дорослої самиці та молодняку. Активні як удень, так і вночі. Повідомляється, що представники цього роду легко приручаються, якщо їх ловити молодими. Тривалість життя невідома.
Поживою є малі та середні хребетні тварини, включаючи гризунів, зайцеподібних, птахів, жаб, ящірок і змій, яйця.